# 하림지주
주식회사 하림지주는 대한민국의 지주회사이다.